# Steel Warriors
A Steel Warriors az amerikai Manowar 1998-ban megjelent ötödik válogatáslemeze. A kiadványon szereplő dalokat az  Into Glory Ride és a Hail to England albumokról válogatták.

## Számlista
1. "Secret of Steel"
2. "Black Arrows"
3. "Each Dawn I Die"
4. "Hatred"
5. "Warlord"
6. "Gloves of Metal"
7. "Bridge of Death"
8. "Hail to England"
9. "Kill With Power"
10. "March for Revenge (By the Soldiers of Death)"
11. "Gates of Valhalla"
12. "Army of the Immortals"